# Streaky Bay
Steaky Bay è una città dell'Australia Meridionale (Australia); essa si trova 550 chilometri a nord-ovest di Adelaide ed è la sede della Municipalità di Streaky Bay. Al censimento del 2006 contava 1.059 abitanti.